# Cava d'Aliga
Cava d'Aliga è una frazione di 497 abitanti di Scicli, comune italiano del libero consorzio comunale di Ragusa in Sicilia.

## Origine del nome
L'origine del nome è incerta anche se si pensa che possa essere connessa al fatto che, dopo ogni mareggiata, la spiaggia di fine sabbia chiara racchiusa tra due scogliere si riempie di alghe, venendo così appellata, in siciliano, cava d'Àliga (cava d'alghe). Altri pensano che il nome possa provenire dal termine dialettale cava làrica (cava larga), che fa riferimento alle dimensioni del golfo della zona.

## Storia
Cava D'Aliga nasce nel secondo dopoguerra. La sua vicinanza con Donnalucata ha fatto in modo che la località acquisisse maggiore notorietà, diventando meta turistica già dagli anni 1950.

## Il paese
Cava d'Aliga, d'inverno un tranquillo centro rivierasco, si trasforma in estate divenendo meta di soggiorno per gli abitanti di Scicli ma anche per i turisti che qui giungono da altre città della provincia e anche da località più lontane, attratti dalla costa ad andamento roccioso anche se intervallata da piccole spiaggette di sabbia.
Il mare è sempre pulito per la mancanza di grossi centri abitati nelle vicinanze ed i bagnanti possono godere di questa caratteristica ormai molto rara nei nostri mari. Ma la bellezza di Cava d'Aliga non risiede tanto nell'abitato in sé per sé quanto nella curiosa posizione del borgo e nella bellezza naturalistica delle piccole falesie che a tratti, erose dal moto ondoso, ospitano delle cavità, talvolta delle vere e proprie grotte: è il caso della splendida Grotta dei Contrabbandieri, profonda cavità nella costa a oriente della spiaggia principale e del borgo, di apparente natura basaltica; una lingua di mare penetra all'interno e, nelle prime ore del pomeriggio, illumina l'interno in modo spettacolare. Un vero e proprio angolo di paradiso.
Di grande interesse naturalistico è anche la zona di Punta Corvo che si raggiunge costeggiando la litoranea provinciale: qui si trova anche un vecchio faro, un tempo in uso alla Guardia di Finanza, oggi abbandonato. Qui la zona è costituita prettamente da scogliere e spettacolari insenature interamente ricoperte dalla palma nana (Chamaerops humilius) specie tipica della macchia mediterranea.
Il borgo, che conta circa 2 800 residenti, è suddiviso in tre aree differenti.